# Lliga de Campions de la UEFA 1994-95
La Lliga de Campions de la UEFA 1994–95 fou la 40a edició de la Copa d'Europa, la màxima competició per a clubs de futbol del continent i la tercera sota el nom de Lliga de Campions.
La competició fou guanyada per l'Ajax Amsterdam derrotant el Milan amb un gol als darrers instants. L'Ajax guanyà la competició sense perdre cap partit en tot el torneig.
En aquesta edició, hi va haver quatre grups de quatre equips cadascun, passant vuit equips a la ronda final. En aquesta edició, els clubs de les nacions més fluixes en el rànquing UEFA van participar directament a la Copa de la UEFA, en lloc de la Lliga de Campions, per primer cop.

## Ronda de classificació
| Equip 1                | Global | Equip 2           | Anada | Tornada |
| ---------------------- | ------ | ----------------- | ----- | ------- |
| AEK Atenes             | 3–0    | Rangers FC        | 2–0   | 1–0     |
| Avenir Beggen          | 1–9    | Galatasaray       | 1–5   | 0–4     |
| Legia Varsòvia         | 0–5    | Hajduk Split      | 0–1   | 0–4     |
| Maccabi Haifa FC       | 2–5    | Casino Salzburg   | 1–2   | 1–3     |
| Paris Saint-Germain FC | 5–1    | Vác FC-Samsung    | 3–0   | 2–1     |
| Silkeborg              | 1–3    | FC Dinamo de Kíev | 0–0   | 1–3     |
| Sparta Praga           | 1–2    | IFK Göteborg      | 1–0   | 0–2     |
| Steaua Bucureşti       | 5–2    | Servette FC       | 4–1   | 1–1     |

## Fase de grups

### Grup A
| Equip                | PJ | PG | PE | PP | GF | GC | DG | Pts |
| -------------------- | -- | -- | -- | -- | -- | -- | -- | --- |
| IFK Göteborg         | 6  | 4  | 1  | 1  | 10 | 7  | +3 | 9   |
| FC Barcelona         | 6  | 2  | 2  | 2  | 11 | 8  | +3 | 6   |
| Manchester United FC | 6  | 2  | 2  | 2  | 11 | 11 | 0  | 6   |
| Galatasaray          | 6  | 1  | 1  | 4  | 3  | 9  | −6 | 3   |

| Primer partit     |     |                   |
| Barcelona         | 2–1 | Galatasaray       |
| Manchester United | 4–2 | IFK Göteborg      |
| Segon partit      |     |                   |
| Galatasaray       | 0–0 | Manchester United |
| IFK Göteborg      | 2–1 | Barcelona         |
| Tercer partit     |     |                   |
| IFK Göteborg      | 1–0 | Galatasaray       |
| Manchester United | 2–2 | Barcelona         |
| Quart partit      |     |                   |
| Galatasaray       | 0–1 | IFK Göteborg      |
| Barcelona         | 4–0 | Manchester United |
| Cinquè partit     |     |                   |
| Galatasaray       | 2–1 | Barcelona         |
| IFK Göteborg      | 3–1 | Manchester United |
| Sisè partit       |     |                   |
| Barcelona         | 1–1 | IFK Göteborg      |
| Manchester United | 4–0 | Galatasaray       |

### Grup B
| Equip                  | PJ | PG | PE | PP | GF | GC | DG | Pts |
| ---------------------- | -- | -- | -- | -- | -- | -- | -- | --- |
| Paris Saint-Germain FC | 6  | 6  | 0  | 0  | 12 | 3  | +9 | 18  |
| Bayern                 | 6  | 2  | 2  | 2  | 8  | 7  | +1 | 8   |
| Spartak Moscou         | 6  | 1  | 2  | 3  | 8  | 12 | −4 | 4   |
| FC Dinamo de Kíev      | 6  | 1  | 0  | 5  | 5  | 11 | −6 | 2   |

| Primer partit       |     |                     |
| Dynamo Kyiv         | 3–2 | Spartak Moscou      |
| Paris Saint-Germain | 2–0 | Bayern              |
| Segon partit        |     |                     |
| Bayern              | 1–0 | Dynamo Kyiv         |
| Spartak Moscou      | 1–2 | Paris Saint-Germain |
| Tercer partit       |     |                     |
| Dynamo Kyiv         | 1–2 | Paris Saint-Germain |
| Spartak Moscou      | 1–1 | Bayern              |
| Quart partit        |     |                     |
| Paris Saint-Germain | 1–0 | Dynamo Kyiv         |
| Bayern              | 2–2 | Spartak Moscou      |
| Cinquè partit       |     |                     |
| Bayern              | 0–1 | Paris Saint-Germain |
| Spartak Moscou      | 1–0 | Dynamo Kyiv         |
| Sisè partit         |     |                     |
| Paris Saint-Germain | 4–1 | Spartak Moscou      |
| Dynamo Kyiv         | 1–4 | Bayern              |

### Grup C
| Equip            | PJ | PG | PE | PP | GF | GC | DG | Pts |
| ---------------- | -- | -- | -- | -- | -- | -- | -- | --- |
| SL Benfica       | 6  | 3  | 3  | 0  | 9  | 5  | +4 | 9   |
| Hajduk Split     | 6  | 2  | 2  | 2  | 5  | 7  | −2 | 6   |
| Steaua Bucureşti | 6  | 1  | 3  | 2  | 7  | 6  | +1 | 5   |
| RSC Anderlecht   | 6  | 0  | 4  | 2  | 4  | 7  | −3 | 4   |

| Primer partit    |     |                  |
| Anderlecht       | 0–0 | Steaua Bucureşti |
| Hajduk Split     | 0–0 | Benfica          |
| Segon partit     |     |                  |
| Benfica          | 3–1 | Anderlecht       |
| Steaua Bucureşti | 0–1 | Hajduk Split     |
| Tercer partit    |     |                  |
| Benfica          | 2–1 | Steaua Bucureşti |
| Hajduk Split     | 2–1 | Anderlecht       |
| Quart partit     |     |                  |
| Steaua Bucureşti | 1–1 | Benfica          |
| Anderlecht       | 0–0 | Hajduk Split     |
| Cinquè partit    |     |                  |
| Benfica          | 2–1 | Hajduk Split     |
| Steaua Bucureşti | 1–1 | Anderlecht       |
| Sisè partit      |     |                  |
| Anderlecht       | 1–1 | Benfica          |
| Hajduk Split     | 1–4 | Steaua Bucureşti |

### Grup D
| Equip           | PJ | PG | PE | PP | GF | GC | DG | Pts |
| --------------- | -- | -- | -- | -- | -- | -- | -- | --- |
| AFC Ajax        | 6  | 4  | 2  | 0  | 9  | 2  | +7 | 10  |
| AC Milan        | 6  | 3  | 1  | 2  | 6  | 5  | +1 | 5¹  |
| Casino Salzburg | 6  | 1  | 3  | 2  | 4  | 6  | −2 | 5   |
| AEK Atenes      | 6  | 0  | 2  | 4  | 3  | 9  | −6 | 2   |

¹ l'Milan va rebre una sanció de dos punts per incidents en el partit contra el Casino Salzburg.
¹ l'Milan va rebre una sanció de dos punts per incidents en el partit contra el Casino Salzburg.
| Primer partit   |     |                 |
| Ajax            | 2–0 | Milan           |
| Casino Salzburg | 0–0 | AEK Atenes      |
| Segon partit    |     |                 |
| AEK Atenes      | 1–2 | Ajax            |
| Milan           | 3–0 | Casino Salzburg |
| Tercer partit   |     |                 |
| AEK Atenes      | 0–0 | Milan           |
| Casino Salzburg | 0–0 | Ajax            |
| Quart partit    |     |                 |
| Milan           | 2–1 | AEK Atenes      |
| Ajax            | 1–1 | Casino Salzburg |
| Cinquè partit   |     |                 |
| AEK Atenes      | 1–3 | Casino Salzburg |
| Milan           | 0–2 | Ajax            |
| Sisè partit     |     |                 |
| Ajax            | 2–0 | AEK Atenes      |
| Casino Salzburg | 0–1 | Milan           |

## Quarts de final
| Equip 1      | Global | Equip 2                | Anada | Tornada |
| ------------ | ------ | ---------------------- | ----- | ------- |
| Bayern       | (c)2–2 | IFK Göteborg           | 0–0   | 2–2     |
| Hajduk Split | 0–3    | AFC Ajax               | 0–0   | 0–3     |
| FC Barcelona | 2–3    | Paris Saint-Germain FC | 1–1   | 1–2     |
| AC Milan     | 2–0    | SL Benfica             | 2–0   | 0–0     |

## Semifinals
| Equip 1                | Global | Equip 2  | Anada | Tornada |
| ---------------------- | ------ | -------- | ----- | ------- |
| Bayern                 | 2–5    | AFC Ajax | 0–0   | 2–5     |
| Paris Saint-Germain FC | 0–3    | AC Milan | 0–1   | 0–2     |

## Final
| AFC Ajax     | 1 – 0 | AC Milan |
| ------------ | ----- | -------- |
| Kluivert 85' |       |          |

| Guanyador de la Lliga de Campions 1994-95 |
| ----------------------------------------- |
| AFC Ajax Quart títol                      |